# Петровское (Токарёвский район)
Петровское  — деревня в Токарёвской районе Тамбовской области России. Входит в Чичеринский сельсовет. До 2014 года входила в состав Васильевского сельсовета.

## География
Деревня находится в юго-западной части Тамбовской области, в лесостепной зоне, в пределах Окско-Донской низменной равнины, в верховье реки Малая Бурначки, к югу от автодороги 68Н-062, на расстоянии примерно 8 километра (по прямой) к северо-востоку от Токарёвки, административного центра района.

### Климат
Климат умеренно континентальный, относительно сухой, с холодной продолжительной зимой и тёплым летом. Средняя температура воздуха самого холодного месяца (января) — −11,5 — −10,5 °C (абсолютный минимум — −39 °C); самого тёплого месяца (июля) — 19,5 — 20,5 °C (абсолютный максимум — 40 °С). Продолжительность периода с положительной температурой выше 10 °C колеблется от 141 до 154 дней. Среднегодовое количество атмосферных осадков составляет 450—470 мм, из которых большая часть выпадает в тёплый период. Снежный покров держится в течение 135 дней.

## Население
| 2002 | 2010 |
| ---- | ---- |
| 447  | ↘358 |

### Национальный состав
Согласно результатам переписи 2002 года, в национальной структуре населения русские составляли 98 %